# Francisca Sadornil Ruiz
Pour les articles homonymes, voir Ruiz.
La Tati, de son vrai nom Francisca Sadornil Ruiz (née à Madrid en 1945), est une danseuse et une artiste de flamenco.
Francisca Sadornil Ruiz découvre la vocation de la danse avec l'épouse de Frasquillo et commence la danse à l'âge de 12 ans au tablao La Zambra, où elle fréquente des artistes comme Pericón de Cadiz, Juan Varea ou Perico el del Lunar. À 16 ans elle danse chez Torres Bermejas.
En 1960 La Tati commence dans la compagnie madrilène de Torres Bermejas, où elle reste jusqu'en 1965, en partageant la scène avec des artistes comme Camarón de la Isla, Niño Ricardo, ou La Paquera de Jerez.
Entre 1966 et 1968 elle fait partie intégrante du spectacle Festival Flamenco Gitano, avec le guitariste Paco de Lucía, et bien d'autres.